# Liste der Bodendenkmäler in Borgentreich
Die Liste der Bodendenkmäler in Borgentreich enthält die Denkmäler in Borgentreich im Kreis Höxter in Nordrhein-Westfalen, die im Teil B der Denkmalliste der Stadt Borgentreich eingetragen sind (Stand: April 2020). Grundlage für die Aufnahme der Bodendenkmäler ist das Denkmalschutzgesetz Nordrhein-Westfalen (DSchG NRW).
| Bild | Bezeichnung                      | Lage                          | Beschreibung | Bauzeit | Eingetragen seit | Denkmal- nummer |
| ---- | -------------------------------- | ----------------------------- | ------------ | ------- | ---------------- | --------------- |
|      | Wüstung Immedeshusen             | Natingen südlich vom Ortsrand |              |         | 21.12.1988       | 076             |
|      | Mittelalterlicher Siedlungsplatz | Bühne                         |              |         | 03.02.1992       | 093             |
|      | Kirchplatz                       | Marktstraße / Kirchstraße     |              |         | 02.03.2006       | 113             |